# Histoire de Quilon

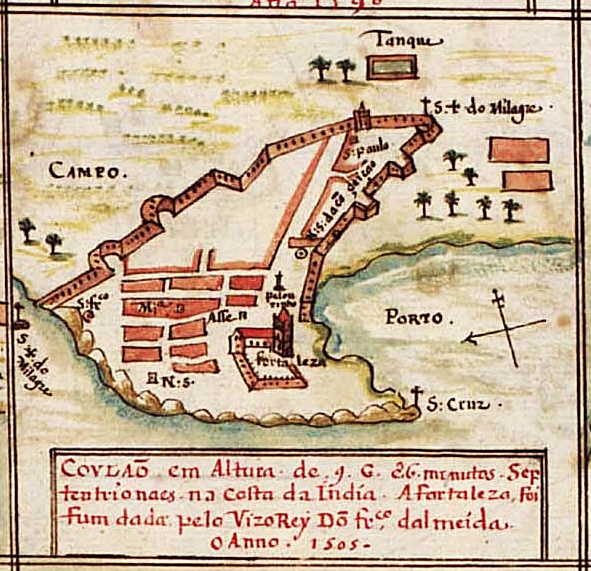
La ville de Quilon vers 1500 après J.C.

Quilon ou Coulão (malayalam : ക്വയ്ലോണ്‍), officiellement Kollam (malayalam : കൊല്ലം), a joué un rôle majeur dans l'histoire commerciale, économique, culturelle, religieuse et politique de l'Asie et du sous-continent indien depuis les temps anciens. C'est l'une des civilisations les plus anciennes de l'Inde. C'est l'une des plus anciennes villes portuaires de la côte de Malabar. C'était la capitale du royaume historique de Venad et du royaume de Travancore. Anciennement connue sous le nom de Desinganadu, Kollam a également obtenu le titre de « capitale mondiale de la noix de cajou » à l'époque moderne.

Noms, itinéraires et emplacements du Périple de la mer Érythrée (Ier siècle de notre ère)

La ville est mentionnée dans des citations historiques à l'époque biblique et sous le règne du roi Salomon. Le teck utilisé pour construire le trône du roi Salomon aurait été pris à Quilon. Les commerçants de la Phénicie chinoise, du détroit de Malacca, du monde arabe, d'Europe et d'Afrique de l'Est avaient l'habitude de visiter Quilon et d'y faire du commerce dans l'Antiquité.
Le calendrier malayalam (Kollavarsham) préparé à Kollam en 825 CE est connu ainsi que le nom de la ville de Kollam.

## Étymologie
Le nom de la ville Kollam est censé provenir du mot malayalam Kollam, qui signifie travail du métal. Dans l'Antiquité, Kollam était mondialement connue pour sa culture commerciale, en particulier pour la disponibilité et l'exportation de métaux de qualité supérieure. Le seul motif de tous les Portugais, Hollandais et Britanniques qui sont arrivés au port de Kollam à cette époque était le poivre et les autres épices disponibles à Kollam.